# Orthonyx spaldingii
Orthonyx spaldingii là một loài chim trong họ Orthonychidae.